# Melanotekite
La melanotekite è un minerale.